# 웨슬리 A. 클락

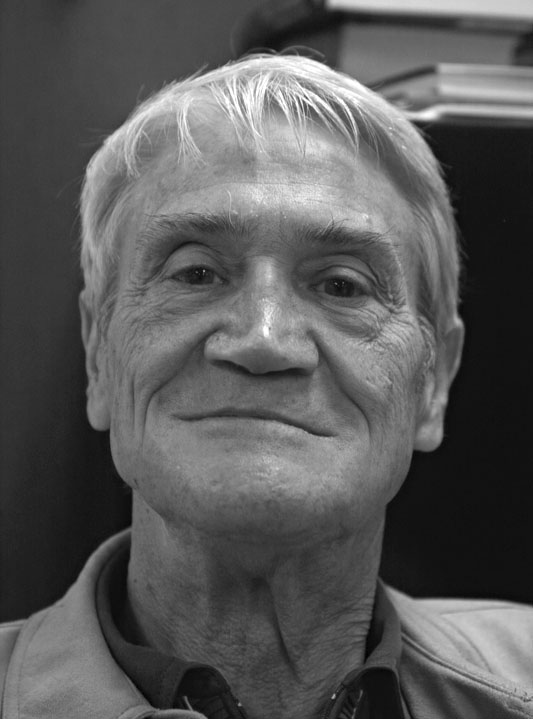

웨슬리 A. 클락(웨슬리 앨리슨 클락, Wesley Allison Clark, 1927년 4월 10일 ~ 2016년 2월 22일)은 최초의 현대 개인용 컴퓨터를 설계한 것으로 알려진 미국의 물리학자이다. 그는 또한 컴퓨터 디자이너였으며 찰스 몰나르와 함께 최초의 미니컴퓨터이자 다른 여러 컴퓨터(예: PDP-1)와 공유하는 LINC 컴퓨터 제작에 주요 참가자였다. 이는 개인용 컴퓨터에 영감을 주었다.
클락은 코네티컷주 뉴헤이븐에서 태어나 뉴욕주 킨더훅과 캘리포니아 북부에서 자랐다. 그의 부모인 웨슬리 시니어(Wesley Sr.)와 엘레노어 키텔(Eleanor Kittell)은 캘리포니아로 이주했고, 그는 캘리포니아 대학교 버클리에서 수학하여 1947년에 물리학 학위를 취득했다. 클락은 핸퍼드 사이트에서 물리학자로 경력을 시작했다. 1981년에 클락은 컴퓨터 아키텍처에 대한 연구로 에커트-마우클리 상을 받았다. 그는 1984년 워싱턴 대학교 세인트루이스에서 명예 학위를 받았다. 그는 1999년 미국공학한림원에 선출되었다. 클락은 "최초의 개인용 컴퓨터"로 IEEE 컴퓨터 협회 컴퓨터 개척자상을 수상했다.